# Biserica Banului din Buzău
Biserica Banului, cu hramul „Buna Vestire”, este un monument istoric și de artă aflat pe teritoriul municipiului Buzău. Arhitectura acestuia este specifică secolului al XVI-lea, în stilul mănăstirilor din nordul Moldovei.
În acest loc, pe când aici exista un crâng ce făcea parte din Codrii Vlăsiei, aici a apărut un așezământ monahal de călugări. În 1571, pe locul unei mănăstiri mai vechi, Andronic Cantacuzino, fost mare vistier, apoi Ban al Craiovei, ctitorește o nouă mănăstire. Din mica biserică dărâmată a rămas o icoană, a Maicii Domnului, despre care se spune că este făcătoare de minuni, prezentă și astăzi în actuala biserică.
Mănăstirea este menționată documentar în 1592, când Ștefan Surdul întărește un document de moștenire (ocină), referindu-se la Mănăstirea Bunavestire din jos, lângă orașul domniei mele, Buzău.
Din 1618 aceasta va purta numele de Mănăstirea Banului. Într-un document din 3 aprilie 1618 se face prima mențiune despre biserica denumită a Banului, ridicată de Andronic Cantacuzino, ban al Craiovei la 10 noiembrie 1593. Din acea perioadă se păstrează și azi zidul de nord al bisericii. Lăcașul a ars în timpul luptelor lui Vasile Lupu și Matei Basarab (1637-1639). Un document din 1711 menționează că aici a fost mutată averea Bisericii Broșteni din Buzău.
Biserica a fost terminată de rezidit de către Adriana (Andreiana), din neamul boierilor Fălcoieni, văduva vornicului Șerban Cantacuzino. Începută zidirea sub domnia lui Constantin Brâncoveanu, aceasta a fost terminată sub domnia lui Nicolae Mavrocordat, în anul 1722.
În urma cutremurului din 1802 mănăstirea suferă numeroase pagube, așa încât este reparată în 1826 și restaurată în 1884. După 1848 aici încep să funcționeze școli.
După ce a început rezidirea, văduva lui Șerban Cantacuzino s-a recăsătorit cu Io Stama, mare postelnic de origine greacă. Acesta a contribuit financiar la toată această acțiune și, după rezidire, a închinat-o mănăstirii Dușca din Rumele (azi, Trikala - Grecia). Asta a făcut ca Mănăstirea Banului să piardă toată averea în urma secularizării averilor mănăstirești din timpul lui Alexandru Ioan Cuza, după 1877 ea rămânând biserică de mir.
În 1844, la restaurare, participă pictorii Gheorghe Tattarescu și Dimitrie Teodorescu. Catapeteasma bisericii a fost realizată de Gheorghe Tattarescu în 1887.
În ultima perioadă biserica a cunoscut mai multe reparații:
- 1980-1982 - sunt înlăturate efectele cutremurului din 1977, de pictorii Măhailă și Octavian Teodorescu.
- 1986, 1990 - este refăcută pictura în urma unor cutremure importante.
- martie-aprilie 2005 - este restaurată pictura și lăcașul este resfințit (5 feb. 2006).

## Galerie

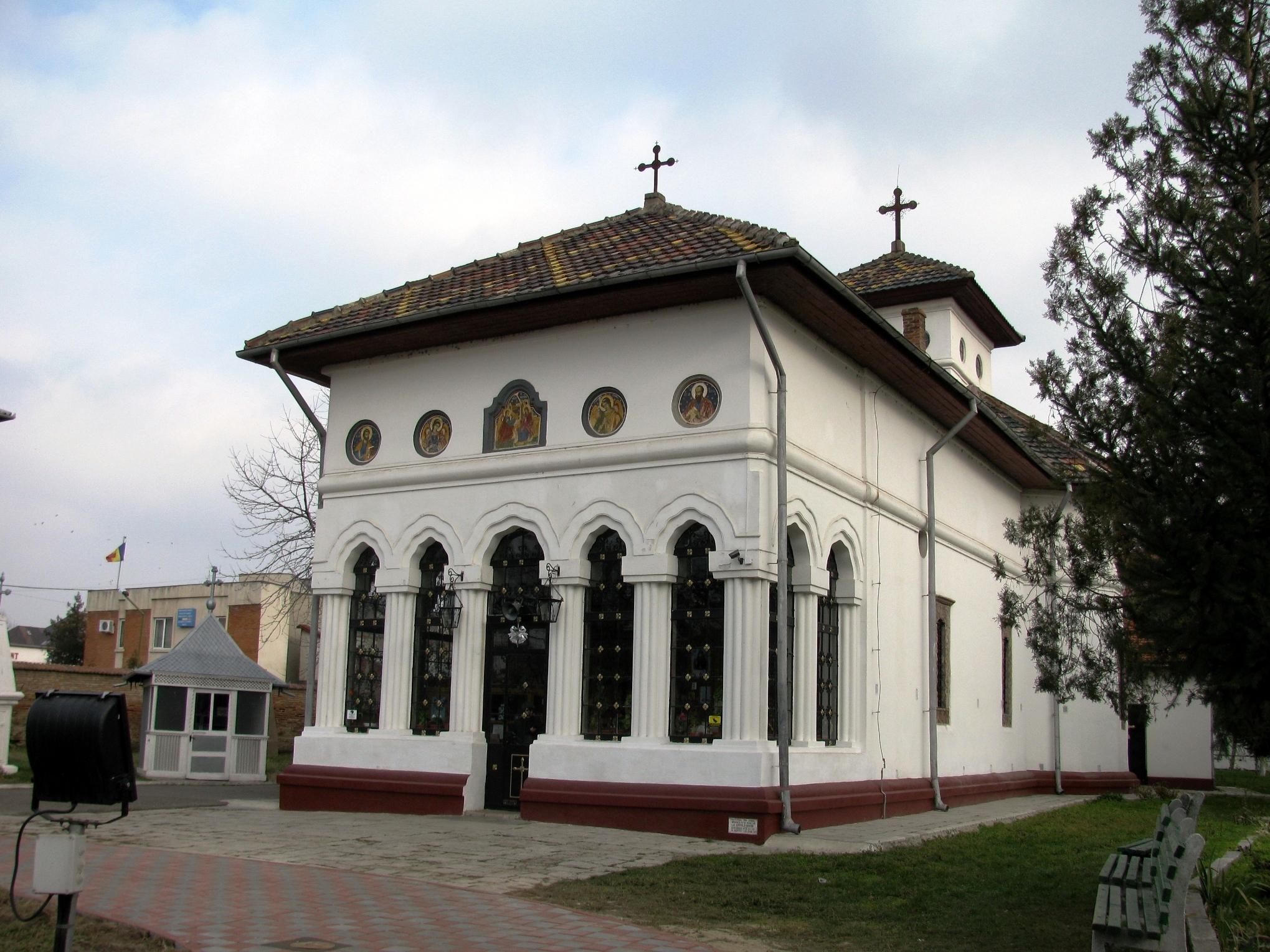
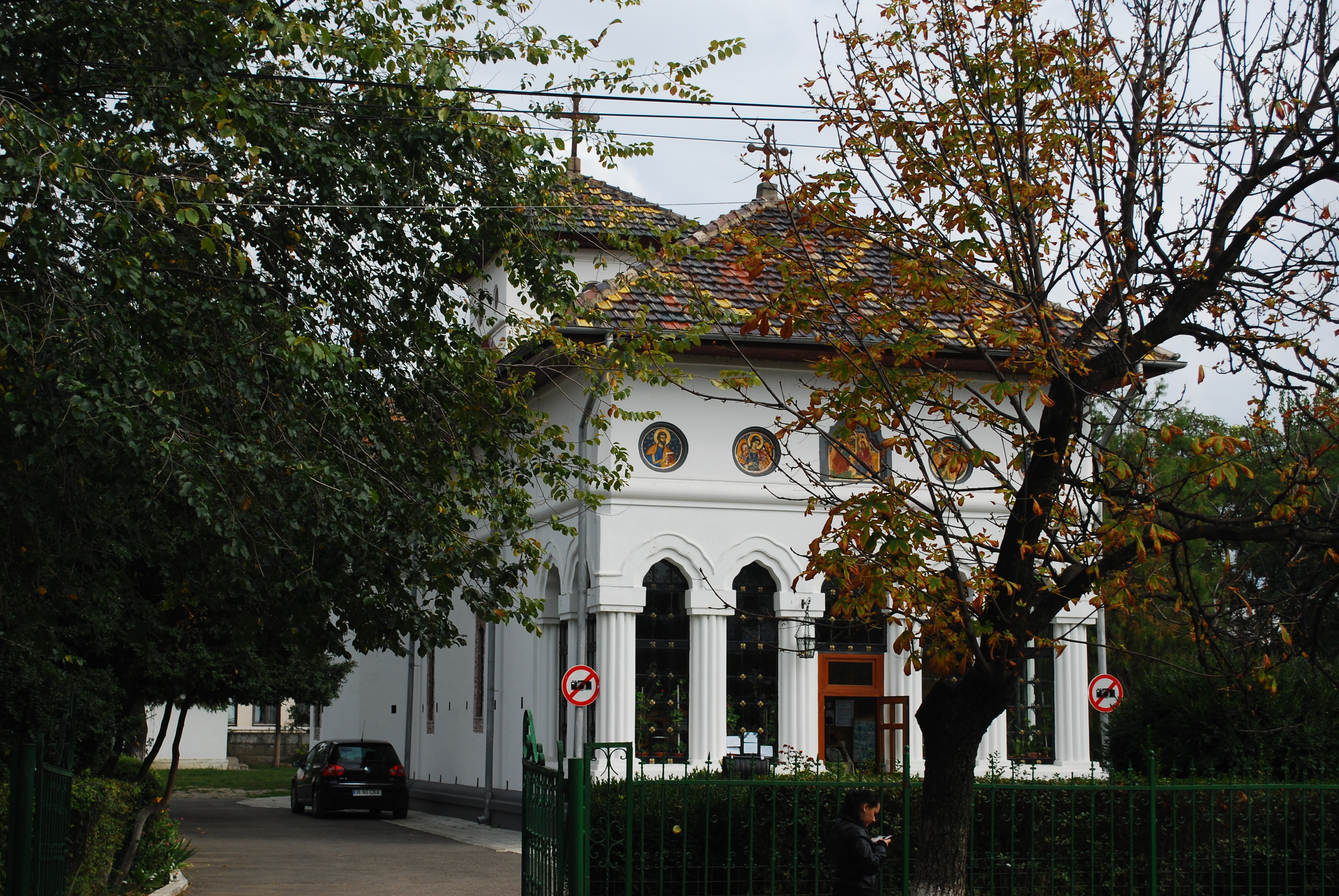
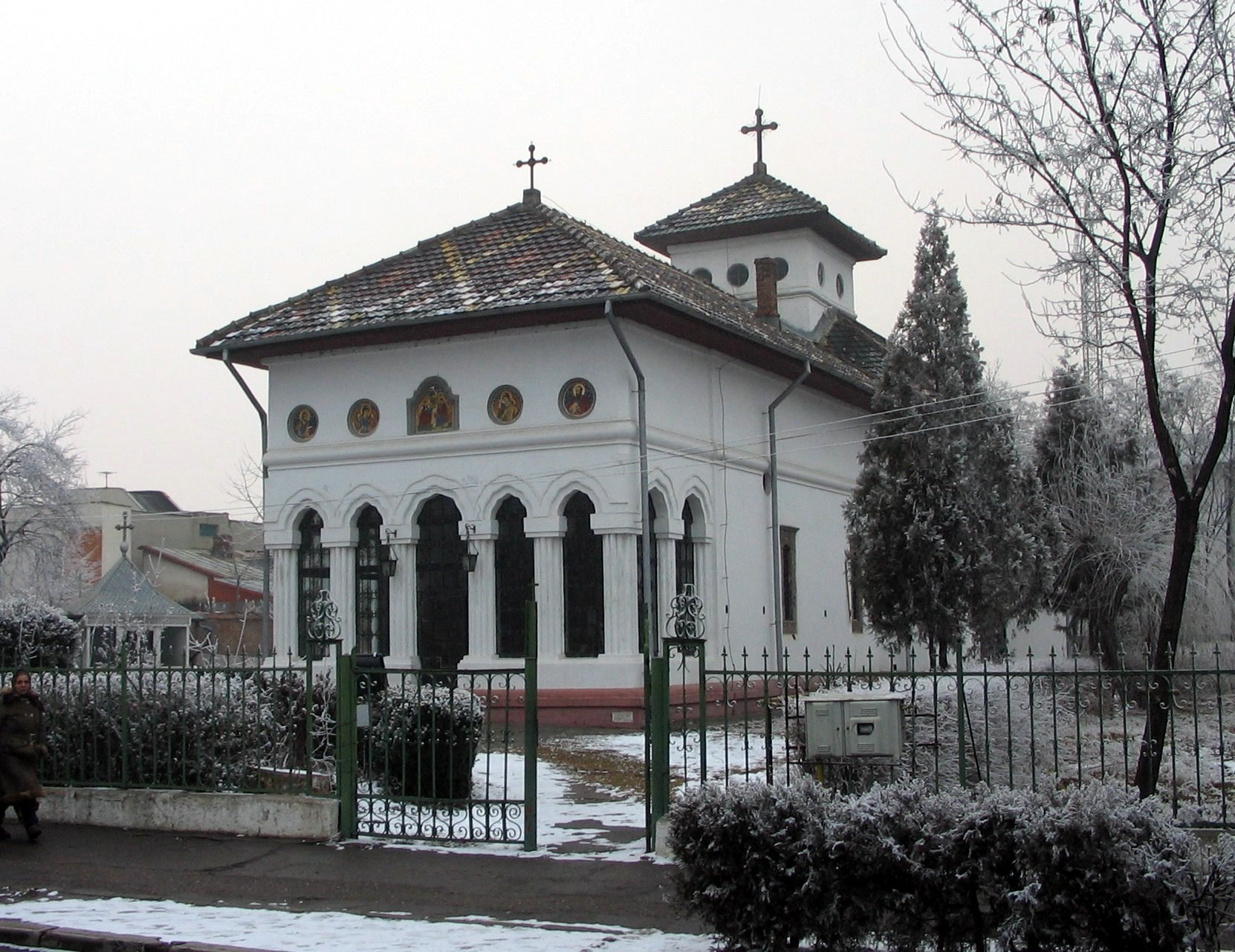
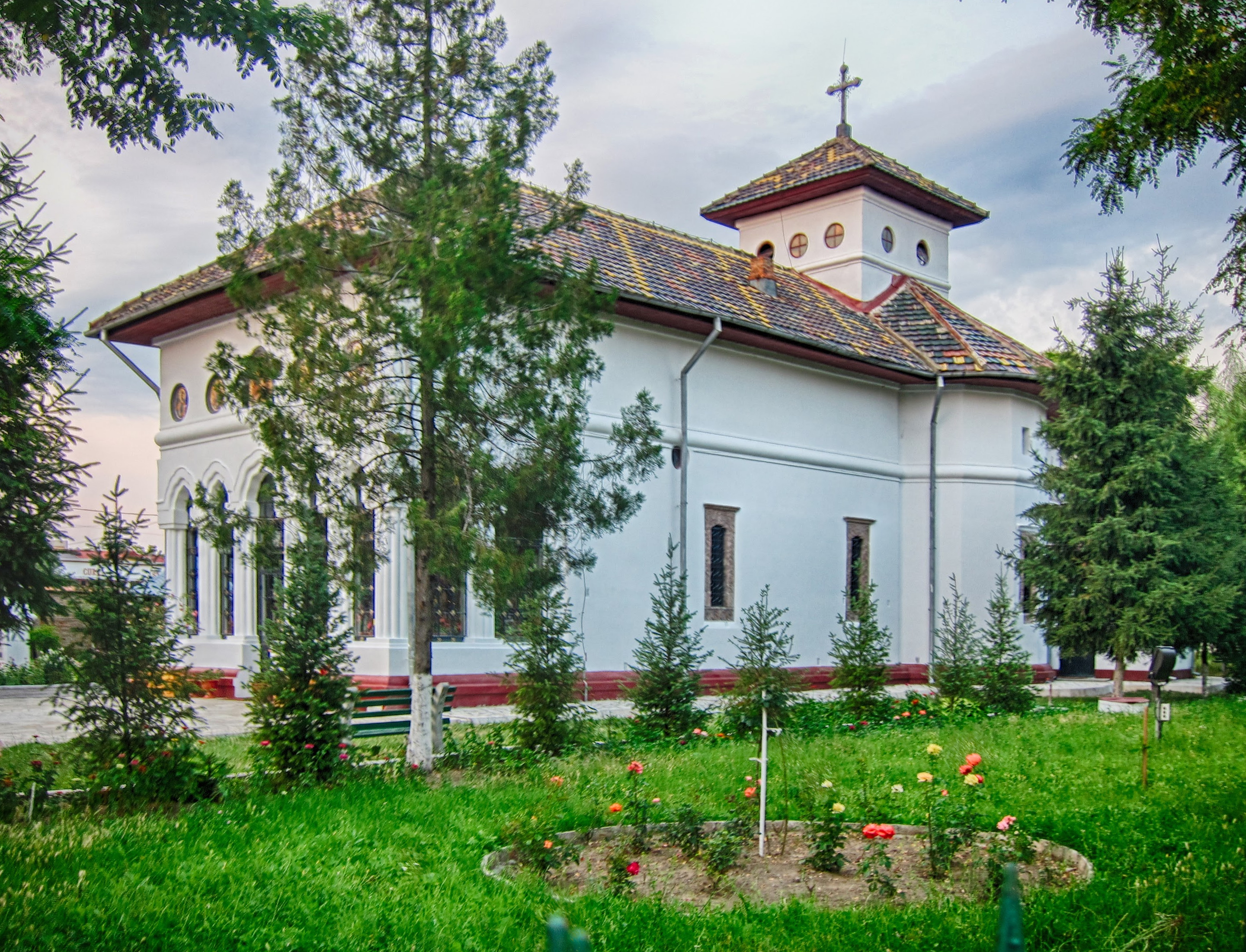